# BMW E12
BMW E12 (eller BMW 5-serie) är en personbil, tillverkad av den tyska biltillverkaren BMW mellan 1972 och 1981.

## BMW E12
Den första generationens 5-serie presenterades våren 1972 som ersättare till 1800/2000-serien. Bilen byggdes endast i fyrdörrarsutförande. De fyrcylindriga motorerna hämtades från företrädaren och redan efter ett år tillkom sexcylindriga versioner med motor från BMW E3. På bilsalongen i Frankfurt 1977 introducerades en ny generation sexcylindriga motorer, kallad M20, som ersatte tvålitersfyran. På grund av att Sverige hade infört avvikande regler för avgasrening jämfört med resten av Europa behöll man den 4-cylindriga motorn i 520/520i (den var redan certifierad).
1980 tillkom M535i, den första serieproducerade modellen från BMW M.

## Motor
| Modell | Årsmodell | Motor                    | Cylindervolym | Effekt     | Bränslesystem      | Anmärkning   |
| ------ | --------- | ------------------------ | ------------- | ---------- | ------------------ | ------------ |
| 520    | 1972-79   | M10: 4-cyl radmotor SOHC | 1990 cm³      | 115 hk     | Dubbla förgasare   | Stromberg    |
| 520i   | 1972-79   | M10: 4-cyl radmotor SOHC | 1990 cm³      | 125-130 hk | Bränsleinsprutning |              |
| 518    | 1974-81   | M10: 4-cyl radmotor SOHC | 1766 cm³      | 90 hk      | Enkel förgasare    |              |
| 525    | 1974-81   | M30: 6-cyl radmotor SOHC | 2494 cm³      | 145-150 hk | Dubbla förgasare   |              |
| 528    | 1975-77   | M30: 6-cyl radmotor SOHC | 2788 cm³      | 165-170 hk | Dubbla förgasare   |              |
| 530i   | 1975-78   | M30: 6-cyl radmotor SOHC | 2985 cm³      | 178 hk     | Bränsleinsprutning | Exportmodell |
| 520/6  | 1977-81   | M20: 6-cyl radmotor SOHC | 1990 cm³      | 122 hk     | Enkel förgasare    |              |
| 528i   | 1977-81   | M30: 6-cyl radmotor SOHC | 2788 cm³      | 177-184 hk | Bränsleinsprutning |              |
| 518i   | 1980-81   | M10: 4-cyl radmotor SOHC | 1766 cm³      | 102 hk     | Bränsleinsprutning | Exportmodell |
| M535i  | 1980-81   | M30: 6-cyl radmotor SOHC | 3453 cm³      | 218 hk     | Bränsleinsprutning |              |

Prestanda:
518 90hk/DIN. Acc 0–100 km/h 13,9 sek. Toppfart 160 km/h. 518i 102hk/DIN. Acc 0–100 km/h 14,2 sek. Toppfart 167 km/h. 520 115hk/DIN. Acc 0–100 km/h 11,8 sek. Toppfart 176 km/h. 520i 125hk/DIN. Acc 0–100 km/h 10,9 sek. Toppfart 181 km/h. 520i 130hk/DIN. Acc 0–100 km/h 10,9 sek. Toppfart 184 km/h. 525 143hk/DIN. Acc 0–100 km/h 10,1 sek. Toppfart 193 km/h. 528i 177hk/DIN. Acc 0–100 km/h 9,3 sek. Toppfart 208 km/h.
Källa: BMW AG.